# 世界紀元

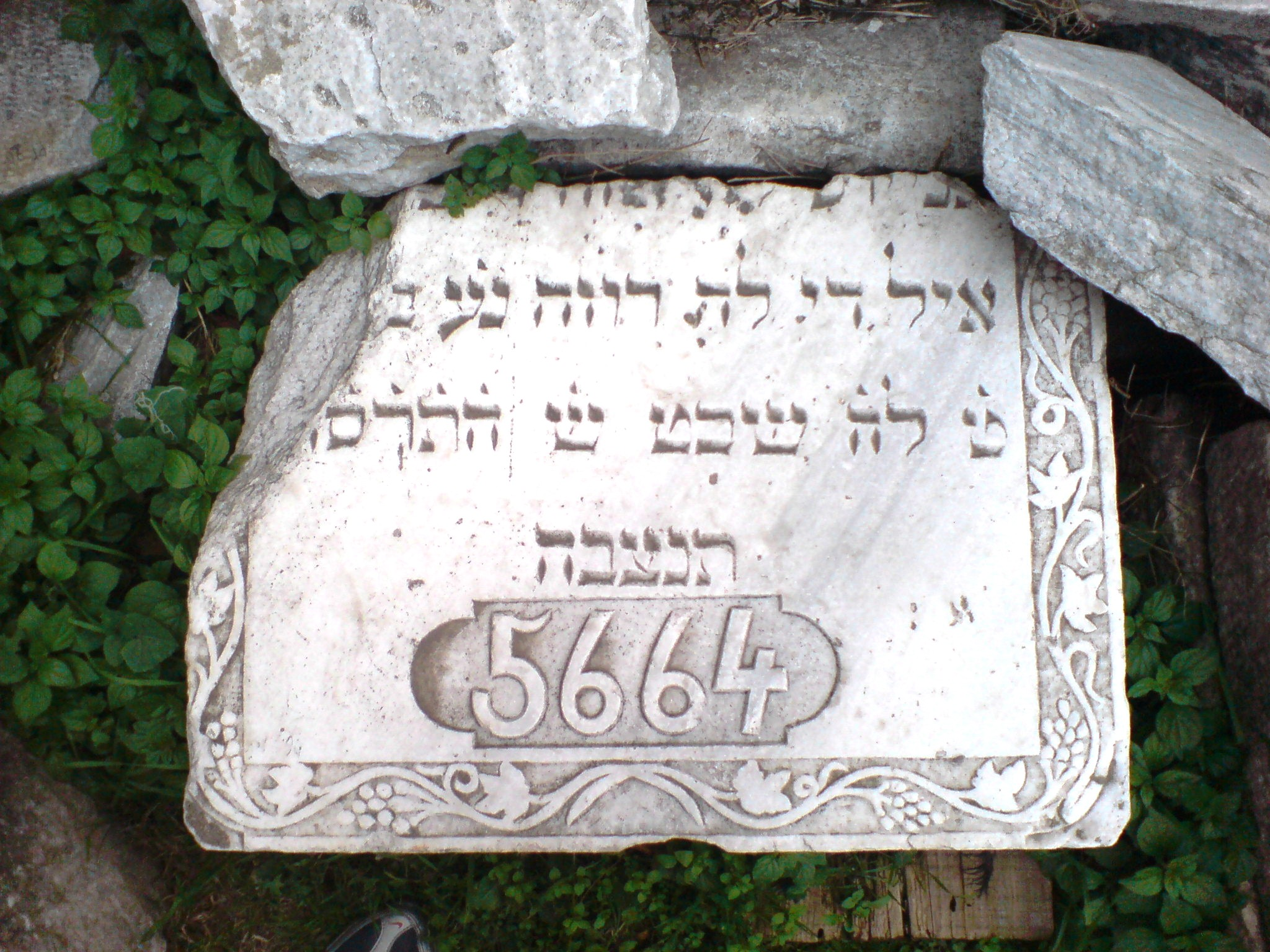
塞萨洛尼基加莱里乌斯拱门附近的犹太人墓碑，采用世界纪年

世界紀元（拉丁語：Anno Mundi，即“世界之年”，縮寫為 AM 或 A.M.，羅馬化：Livryat haOlam），又譯為創世紀年、創世紀元，是一種根據《圣经》中有关世界創造及后续的年代记载推算的纪年方式，以根據聖經推算出的上帝创世时间为纪年之始。。
历史上流行的世界纪年法主要有两种，分別為希伯來曆與君士坦丁堡建城紀年。
- 希伯來曆：根据馬所拉文本计算，为以色列两种官方历法之一。这种历法的每一日从日落开始计算，其推算的上帝创世时间，也就是纪年开始时间为预推儒略历公元前3761年10月6日日落[3]。而每年的岁首是犹太新年（公历9-10月）。
- 君士坦丁堡建城紀年：曾由東羅馬帝國与许多东正教会使用，其认为上帝创世是在公元前5509年9月1日，以之为纪年的开始，並搭配拜占庭曆使用。東羅馬帝國滅亡後，東正教會繼續使用此紀年法，至1728年轉用基督紀年為止。